# Pitty Beukema toe Water
Ir. Frederik Karel Tjark Beukema toe Water (Semarang, 21 september 1911 - Le Rouret, 30 november 1997) was een Nederlands verzetsstrijder tijdens de Tweede Wereldoorlog. Hij werd Pitty genoemd.
Beukema was een zoon van tennisser en ingenieur Frits Beukema (1875-1930) en tennisster Zus van Aken (1881-1978). Zijn broer was Karel Beukema toe Water. Hij studeerde in 1937 af aan de Technische Hogeschool Delft (Chemie). Aanvankelijk werkte hij voor Philips' Gloeilampenfabrieken te Eindhoven. Tijdens de Tweede Wereldoorlog deed hij bij TNO onderzoek naar metalen.

## De oorlogsjaren
Pitty Beukema verzamelde inlichtingen. Hij was de vijfde en laatste leider van Groep Kees en werd bijgestaan door codiste Eveline van Lennep (schuilnaam Nellie Hoekstra). Inlichtingen die geen haast hadden gingen via de Zwitserse Weg naar de militaire attaché in Bern, als ze haast hadden werd er van zenders gebruikgemaakt. De berichten waren niet alleen van militaire aard, er werd ook aangedrongen op voedseldroppings.
De Duitsers hadden het onmogelijk gemaakt om de PTT-telefoonlijnen te gebruiken, maar zij hadden er niet aan gedacht dat de Nederlandse Spoorwegen en Elektriciteitscentrales eigen lijnen hadden. Zo werden berichten vanuit bezet Nederland rechtstreeks aan de regering in Londen doorgegeven, waar Leen Pot de telefoon opnam en de stem van zijn clubgenoot herkende.
Een ander contact van Beukema was Siewert de Koe, ook een Delfts student. Hij werkte vanuit een hofje aan de Denneweg in Den Haag. Beukema had een plan opgesteld voor zijn medewerkers om snel te kunnen onderduiken indien nodig. Toen een vriend van een van zijn medewerksters in Zuid-Frankrijk werd aangehouden, werd het adres van de Denneweg bekend. Op 17 december 1943 werd De Koe gearresteerd, maar door Beukema's plan konden alle anderen gewaarschuwd worden en meteen onderduiken.

## Na de oorlog
Pitty Beukema kreeg tijdens zijn eerste twee huwelijken vier kinderen.

Na de oorlog trok Hans de Koster Beukema aan als zakelijk directeur van Meelfabriek De Sleutels in Leiden. 
Hij was vanaf 1967 nauw betrokken bij de fusie tussen Gist & Brocades. Na de fusie stapte hij in 1971 uit de directie en vertrok naar Zuid-Frankrijk, waar hij in Le Rouret een stuk land kocht en een huis bouwde. In juli 1976 trouwde hij met Manon Peyrot, een architecte die grote gebouwen o.a. in Amsterdam op haar naam heeft staan. Na zijn overlijden verhuisde ze naar een dubbele hofjeswoning in Den Haag.

## Onderscheiden
- Militaire Willems-Orde op 14 december 1949[1][2]
- Verzetsherdenkingskruis[2]
- King's Medal for Courage in the Cause of Freedom[2]